# La foresta degli impiccati
La foresta degli impiccati (Padurea spânzuratilor) è un film del 1965 diretto e interpretato da Liviu Ciulei.

## Riconoscimenti
- Festival di Cannes 1965
  - Premio per la miglior regia